# گراز یقه‌دار
گراز یقه‌دار (نام علمی: Tayassu tajacu) نام یک گونه از سرده بدبوگرازها است.